# بلین (حوزه سرشماری)، مین
بلین (به انگلیسی: Blaine) یک منطقهٔ مسکونی در ایالات متحده آمریکا است که در شهرستان اروزتوک، مین واقع شده‌است. بلین ۷٫۱ کیلومتر مربع مساحت و ۳۰۱ نفر جمعیت دارد و ۱۵۳٫۹۳ متر بالاتر از سطح دریا قرار دارد.